# Häljarums naturreservat
Häljarum är ett naturreservat i Karlskrona kommun i Blekinge län.
Reservatet är skyddat sedan 2004 och omfattar 1,7 hektar. Det är beläget vid Jämjö i östra Blekinge och består av ett litet nedlagt sandtag med ovanlig flora.

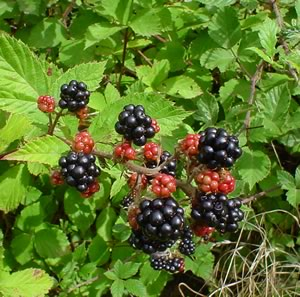
Björnbär

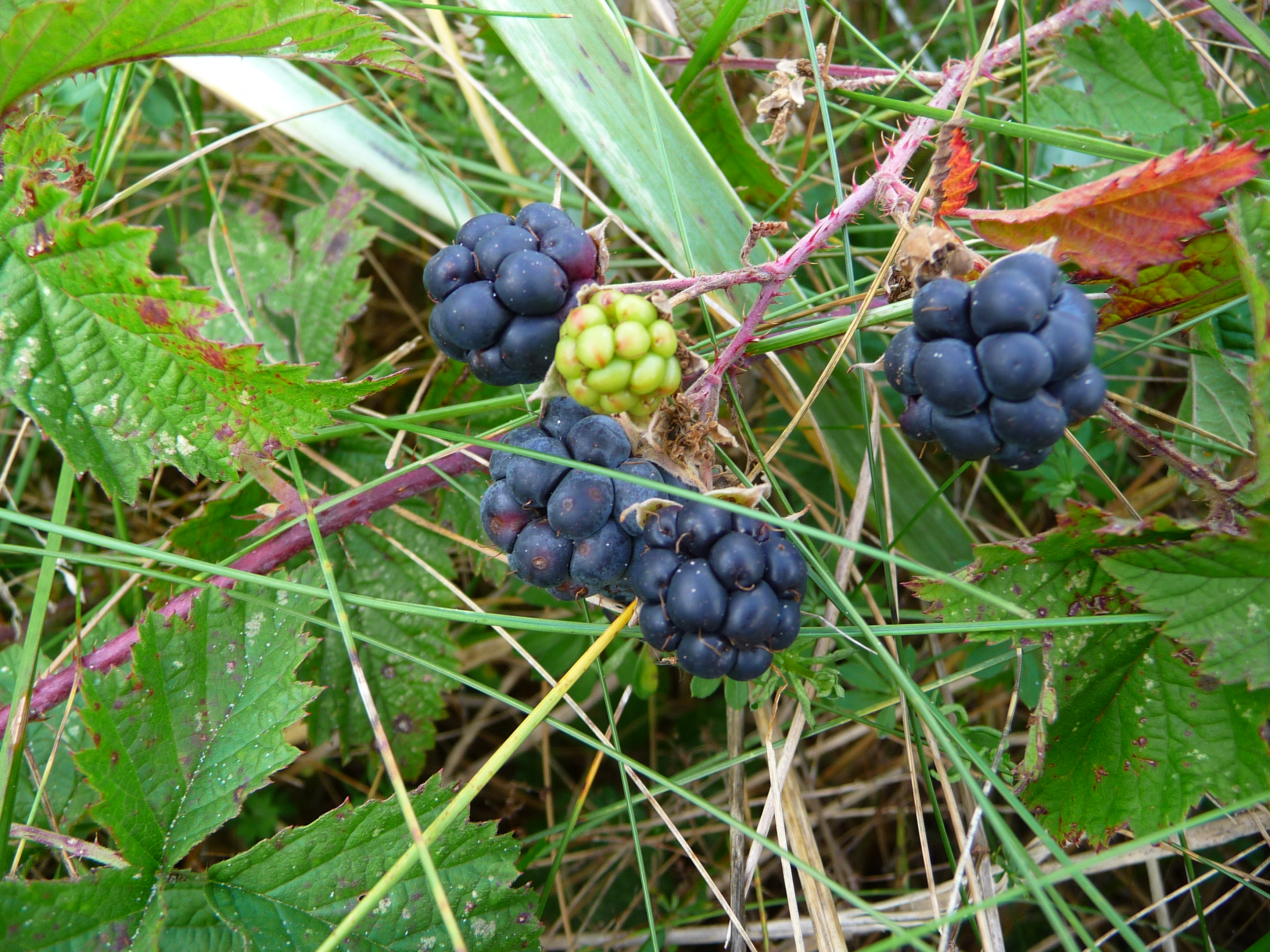
Blåhallon

Det milda torra klimatet i ett område med öppen sand och närhet till ytvatten har skapat speciella förutsättningar för många växter. 
Mest känt för området är dess rika förekomst av huvudtåg. Bland andra intressanta växter kan nämnas knutört, grusnejlika, strandlummer, rundmynta, tätört, dvärglin, blåhallon och klockljung. På grussluttningarna har elva olika arter av björnbär noterats. I naturreservatet finns flera sällsynta djurarter såsom mullvadssyrsa, sandödla och hasselsnok.